# 柳陂镇
柳陂镇，是中华人民共和国湖北省十堰市郧阳区下辖的一个乡镇级行政单位。

## 行政区划
柳陂镇下辖以下地区：
易家垭村、大桥村、山跟前村、朱家湾村、兴盛村、挖断岗村、王家学村、马蹄沟村、白鹤铺村、朋儒村、舒家沟村、青龙山村、刘家桥村、亮子湾村、高岭村、轩家沟村、黄坪村、金矿村、吴家沟村、周家湾村、彭家岗村、肖家湾村、梯子沟村、腰岭沟村、辽瓦村、史家院村、马鞍槽村、韩家洲村、崩滩河村和黎家店村。